# کالم ایر

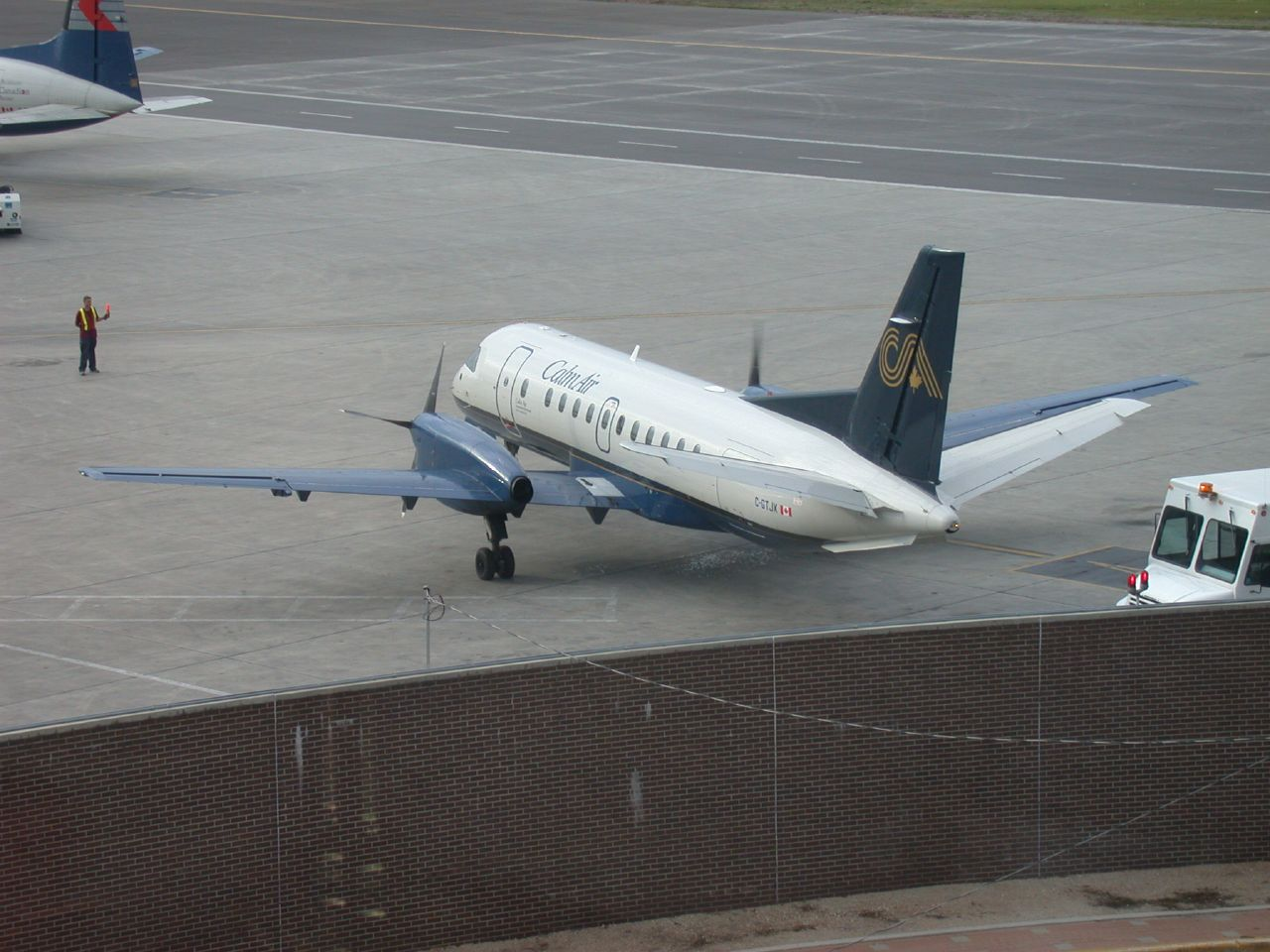
یک هواپیمای ساب 340 متعلق به هواپیمایی کالم ایر

کالم ایر (به انگلیسی: Calm Air) یک شرکت هواپیمایی با کد یاتا MO است که در ۱۹۶۲ میلادی تأسیس شده‌است. قطب کالم ایر در فرودگاه تامپسون قرار دارد.